# Ariaramnès
Ariaramnès (en vieux perse : 𐎠𐎼𐎡𐎹𐎠𐎼𐎶𐎴), est un roi perse appartenant à la dynastie achéménide, qui règne de 640 à environ 590 av. J.-C.
Il est l'arrière-grand-père de Darius Ier dit « Darius le Grand ».

## Biographie

### Origine du nom
Son nom perse, Ariyāramna (en persan : آریارمن, en akkadien : Ariaramna et en élamite : Harriyaraumna), signifie en français : « Celui qui a amené la paix aux Iraniens ». Son nom sous sa forme moderne est dérivé (via le latin) du grec Ariarámnis (en grec ancien : Ἀριαράμνης).

### Règne
D'après l'inscription de Behistun, il est le fils du roi Teispès et le frère de Cyrus Ier.
Tandis que son frère aurait régné sur les territoires d'Anshan, Ariaramnès règne quant à lui sur les territoires de Persis (en).

## Famille

### Mariage et enfants
De son mariage avec une femme inconnue, il eut :
- Arsamès.